# 1955 في السعودية
تحتوي هذه المقالة على أهم الأحداث التي شهدتها السعودية في 1955، إضافة إلى أهم الشخصيات السعودية التي وُلدت أو تُوفيت في هذه السنة.

## السياسة

### الحكم
الملك: سعود بن عبد العزيز آل سعود

## تعيينات
- تعيين فيصل بن عبدالعزيز آل سعود رئيساً للهيئة العليا المشرفة على توسعة الحرم المكي.

#### أبريل
- 18: سلمان بن عبد العزيز آل سعود، أميراً لمنطقة الرياض في الفترة الأولى إلى عام 1960.[1]

#### نوفمبر
- 5: تعيين سلطان بن عبدالعزيز آل سعود وزيراً للمواصلات.

## أحداث
- تأسيس رئاسة الاستخبارات العامة.
- تأسيس الاتحاد العربي السعودي لكرة القدم.
- انحلال المدرسة العسكرية في مكة.
- توقيع اتفاقية مشتركة في جدة بين السعودية ومصر واليمن.[2]
- حمد الجاسر يؤسس أول دار للطباعة في نجد.
- إقامة العلاقات الدبلوماسية بين السعودية واليابان.
- بدء بث قناة عين الصحراء وكانت البرامج في القناة باللغة الإنجليزية للعاملين الأمريكيين في قاعدة الظهران الجوية .[3] وكانت البرامج من التلفزيون الأمريكي المعاصر لذلك تم حذف بعض الأشياء الممنوعة في السعودية من قبل الحكومة السعودية مثل الإباحية والكحول والمخدرات والديانة المسيحية والإشارات إلى إسرائيل من البرامج التلفزيونية.[4] و لكنها كانت تبث فقط باللغة الإنجليزية على عكس قناة الظهران اللتي كانت تبث باللغتين الإنجليزية والعربية .
- إنشاء المديرية العامة للإذاعة والصحافة والنشر بأمر ملكي، وهي أول جهاز حكومي يشرف على وسائل الإعلام، وقد تم تغيير مسماها إلى "وزارة الإعلام" في عام 1962.[5][6]
- نشأة الدفاع الجوي ضمن تشكيل سلاح المدفعية. وكان تسليحه، آنذاك، مدافع خفيفة عيار 30 مم ومدافع عيار 40 مم، وبعد فترة انضمت للخدمة مدافع ثقيلة 120 مم و90 مم المضادة للطائرات.[7]
- افتتاح المدرسة الزراعية المتوسطة بالخرج التابعة لوزرة الزراعة ثم تبعت وزارة المعارف في وقت لاحق. [8]
- مرور 10 سنوات على تأسيس الخطوط السعودية وقد تمكنت من ربط جميع مناطق المملكة مع بعضها البعض ومع كلٍ من الرياض وجدة، التي تعتبر مركز تجمع لحركة الحجاج.
- تأسيس نادي النصر لكرة القدم وهو فريق كرة قدم سعودي يُلقبْ الفريق من قبل مشجعيه بـالعالمي بسبب مشاركته وتمثيله لقارة آسيا في أول كأس العالم للأندية كرة القدم بعدما فاز بلقب كأس السوبر الآسيوية في عام 1998، وقد حصد على جائزة اللعب النظيف في تلك البطولة.[9] ويلقبه عشاقه أيضاً بـ القاري كونه أول نادي آسيوي يلعب مباريات رسمية في 4 قارات مختلفة وهي آسيا وأفريقيا وأمريكا الجنوبية وأوروبا.
- انتهاء توسعة المسجد النبوي الثامنة بتكلفة 50 مليون ريالاً سعودياً، حيث أصبح للمسجد 10 أبواب بعد أن زيد باب الصديق، وباب سعود، وباب الملك عبد العزيز، وباب عمر، وباب عثمان وقد قام الملك سعود بن عبد العزيز آل سعود بافتتاحه.[10][11]
- تأسيس مستشفى الملك عبد العزيز الجامعي وهو مستشفى تعليمي تابع لجامعة الملك سعود في الرياض، يعتبر المستشفى الجامعي أول مستشفى تعليمي بالمملكة العربية السعودية، وهو أحد المستشفيات الجامعية التابعة لكلية الطب بجامعة الملك سعود .
- تأسيس بلدة الهمجة الواقعة غرب منطقة القصيم.
- بناء مسجد العيساوية تاريخي وهو يقع وسط مركز العيساوية التابع لمنطقة الجوف , شمال المملكة العربية السعودية.
- تأسيس شركة الأسمنت السعودية هي شركة مساهمة سعودية، تأسست لغرض القيام بكافة الأعمال اللازمة لصناعة وإنتاج وتسويق جميع أنواع الاسمنت وتوابعه ومشتقاته، وتقوم الشركة حاليا بتشغيل مصنعين للإسمنت بالمنطقة الشرقية من المملكة العربية السعودية وهما مصنعي الهفوف وعين دار، وتفصل بين المصنعين مسافة تقدر بحوالي 35 كيلومتر كما يبعد كل مصنع منهما عن ميناء الملك عبد العزيز بالدمام مسافة تتراوح ما بين 120 إلى 130 كيلومتر تقريباً.[12]
- إنشاء سد عكرمة في محافظة الطائف في أعلى وادي المثناة.

### يناير
- 22: الأمير فيصل بن عبدالعزيز آل سعود يترأس الوفد السعودي للاجتماع الطارئ لرؤساء الحكومات العربية بالقاهرة، الذي دعت إليه الجامعة العربية لبحث موضوع حلف بغداد.

### نوفمبر
- 3: تأسيس نادي النصر.

### يوليو
- 26: قيام الملك سعود بزيارة طهران، ورفع التمثيل الدبلوماسي بين السعودية وإيران أصبح على مستوى السفارة.[2]

### أكتوبر
- 27: عمل اتفاقية عسكرية بين السعودية ومصر.[2]

### ديسمبر
- 22: تأسيس كلية الملك عبد العزيز الحربية.
- 26: تأسيس شركة البابطين للطاقة والاتصالات هي شركة مساهمة سعودية، برأس مال يبلغ أربع مئة وخمس ملايين ريال سعودي، يتمثل نشاط الشركة في صناعة وتسويق الأعمدة والصواري، والإنارة ولوحات التوزيع، وأبراج الطاقة والاتصالات والهياكل المعدنية، وأنابيب الصلب، وأنظمة الري.[13]

## مواليد
- فهد بن سلمان بن عبد العزيز آل سعود، سياسي وأكبر أبناء الملك سلمان.
- عابد البلادي، فنان شعبي.
- عثمان الخزيم، فنان تشكيلي.
- سليمان بن عبد الله الحمدان وزير الخدمة المدنية في السعودية سابقاً،[14] كان قبلها وزير للنقل ليتم تعيينه وزير للخدمة المدنية في أكتوبر 2017. وكان قبلها يشغل منصب رئيس الهيئة العامة للطيران المدني. وقبل ذلك الرئيس التنفيذي السابق لمجموعة ناس القابضة.[15]
- منصور بن سلطان بن عبد الله التركي عسكري سعودي. عضو في مجلس الشورى السعودي منذ تعيينه بأمر ملكي في 1 ربيع الأول، 1442هـ الموافق لـ19 اكتوبر 2020م.[16]
- معن الصانع رجل أعمال وهو مؤسس ورئيس مجموعة سعد.
- حمد عبد الله المانع الزيد العلي من القرشة من بني خالد (ولد في مدينة سكاكا في منطقة الجوف ) طبيب سعودي، شغل منصب وزير الصحة السعودي من 31 يناير 2003 إلى عام 2009م. [17]
- محمد بن سليمان بن محمد الجاسر مستشار (بمرتبة وزير) سابق في الأمانة العامة لمجلس الوزراء السعودي، ورئيس سابق لمجلس إدارة الهيئة العامة للمنافسة، انتخب رئيسا للبنك الإسلامي للتنمية في يوليو 2021.[18][19] تولى الجاسر منصب وزير الاقتصاد والتخطيط السعودي وشغل قبل ذلك منصب محافظ مؤسسة النقد العربي السعودي.[20]

### فبراير
- 23: بلال سعد العزما، عدّاء سريع.[21]

### مارس
- 7: الوليد بن طلال بن عبد العزيز آل سعود، رجل أعمال وهو مؤسس ورئيس شركة المملكة القابضة.[22]
- 19: سالم خليفة، عدّاء سريع.[23]

### أبريل
- 23: سعود جاسم لاعب كرة قدم سعودي سابق.[24][25] كانت مسيرته الرياضية ممتدة من 1970 إلى 1989، حيث كان يشغل مركز المهاجم بلعبه مع نادي القادسية السعودي والمنتخب الوطني السعودي.

### مايو
- 20: سعد المدهش ممثل ومؤلف سعودي.[26]

### ديسمبر
- 21: ناجية الربيع ممثلة، مذيعة، مخرجة، وكاتبة سعودية. تعد الربيع من النساء الرواد في التمثيل والإذاعة في المملكة العربية السعودية.[27]